# FK Lietuvos Makabi Vilnius
FK Lietuvos Makabis var en fotbollsklubb i Vilnius i Litauen. 

## Historia
FK Lietuvos Makabis grundades 1991 (AFK Neris). Klubben finansierades av den judiska affärsmannen Semionas Alperis, som på hans begäran byttes namn till "Makabi" i ett försök att återskapa judiska fotbollstraditioner mellan kriget. En del av FK Žalgiris Vilnius klubbspelare gick med i laget.

## Meriter
- Litauiska Cupen : 1992.[1]

## Placering tidigare säsonger
| Säsong    | Nivå | Liga          | Placering | Referens |
| --------- | ---- | ------------- | --------- | -------- |
| 1991/1992 | 1    | Lietuvos lyga | 6         | [ 2 ]    |
| 1992/1993 | 1    | Lietuvos lyga | 11        | [ 3 ]    |

## Tränare
- Fiodoras Finkelis, 1991–1992

## Kända spelare
- Igoris Pankratjevas, 1992
- Valdas Urbonas, 1991–1992
- Stanislovas Vitkovskis, 1991–1992